# 18 Wołoski Pułk Graniczny
18 Wołoski Pułk Graniczny – jeden z austriackich pułków pogranicznych okresu Cesarstwa Austriackiego.
W końcowej fazie wojen napoleońskich w składzie Dywizji Piechoty wtedy już generała porucznika (FML) Johanna Friedricha von Mohra.